# II. Alexiosz bizánci császár
II. Alexiosz (Komnénosz, görögül: Αλέξιος Β’ Κομνηνός,  romanizálva: Alexios, magyarosan: Elek; Konstantinápoly, Bizánci Birodalom, 1169. szeptember 14. – Konstantinápoly, Bizánci Birodalom, 1180 szeptembere), bizánci császár 1180 szeptembere és 1183 szeptembere között, a Komnénosz-ház ötödik uralkodója volt a Bizánci Birodalomban. I. Manuél császár egyetlen fiaként örökölte a trónt mindössze tizenegy esztendősen. Kiskorúsága miatt az ország régense és a hatalom birtokosa édesanyja, Antiochiai Mária lett. Rövid uralkodásának rokona, Andronikosz Komnénosz vetett véget, aki 1183 szeptemberében, mindössze tizennégy éves koránan megfojtatta.

## Uralkodása
Manuél egyetlen fiúgyermekeként örökölte a trónt atyja halálakor, tizenegy esztendősen. A régensséget anyja, a Xéné néven apácának álló Antiochiai Mária szerezte meg, aki kegyencével, Manuél unokaöccsével, Alexiosz Komnénosz prótoszebasztosszal irányította az állami ügyeket. Nyugatbarát orientációjuk azonban komoly ellenállást szült a fővárosban, ahol mind nagyobb gyűlölet övezte a rendkívüli privilégiumokat élvező itáliai kereskedőket és az akadozó jövedelmüket a helyi lakosság sanyargatásával kibővítő nyugati zsoldosokat. Mindehhez külpolitikai kudarcok is társultak: Manuél halála után röviddel, 1180 végén vagy 1181 elején III. Béla magyar király visszahódította az 1167-ben elveszett Horvátországot, Dalmáciát és Szerémséget.
Az ellenállás egy uralkodóházon belüli összeesküvésben öltött testet: Alexiosz féltestvére, Komnéna Mária és férje, a thesszalonikéi pronoiabirtokos Montferrati Rainer kaiszar (görög nevén Ióannész) utcai harcokat robbantott ki a fővárosban, de ezt leverték. Helyzetének megerősítése érdekében a régensnő III. Bélához fordult, aki még abban az évben elfoglalta Barancsot és Belgrádot. Keleten sem volt jobb a helyzet: II. Kilidzs Arszlán ikonioni szultán szeldzsukjai ugyanekkor elfoglalták Kotüaiont és a piszidiai Szozopoliszt. 1183-ban pedig a szerbek is fellázadtak: velük szövetségben a magyarok egészen Szófiáig törtek előre Nišen át.
Az ellenállás Andronikosz Komnénosz, Manuél Iszaakiosz nevű testvérének a fia körül összpontosult. A latinellenességéről ismert Andronikosz ekkor Pontosz helytartója volt. 1182 tavaszán ért támogatóival Khalkédónba, és Andronikosz Kontosztephanosz flottaparancsnok átállásával akadály nélkül kelhetett át a Boszporusz túlpartjára. A hírre a lakosság fellázadt, és a latin lakosság ellen fordult: a népharagnak mintegy 60 000 nyugati esett áldozatul. A mészárlást az eliten belüli tisztogatás követte: Andronikosz Alexiosszal kivégeztette az anyacsászárnét, illetve megmérgeztette Maria Komnénét és a férjét. Alexiosz prótoszebasztosz is vérpadon végezte. Végül 1183 szeptemberében társcsászárrá koronáztatta magát, és a következő hónapban megfojtatta Alexioszt, akinek testét a tengerbe vettette. Jegyesét (vagy Türoszi Vilmos szerint feleségét), Franciaországi Ágnest is feleségül vette.